# Hibridna zračna ladja
Hibridna zračna ladja (ang. Hybrid airship) je vrsta zrakoplova, ki uporablja tehnologijo zrakoplovov lažjih od zraka (aerostatov) in težjih od zraka (aerodinov). Rotastat je hibrid rotorskega zrakoplova in zračne ladje, Dynastat pa je hibrid letala in zračne ladje. 
Do danes še niso zgradili serijskih primerkov, so pa zgradili in testirali več prototipov s človeško posadko in brez nje.
Konvencionalne zračne ladje imajo nizke stroške obratovanja, ker za vzgon ne potrebujejo moči motorjev.  Imajo pa omejen tovor, majhno potovalno hitrost in so, če piha veter težke za upravljanje.
Hibridne zračne ladje uporabljajo za vzgon lahek plin (npr. helij) in aerodinamične strukture. Hibridne zračne ladje so po navadi težje od zraka.Hibridne ladje naj bi zapolnile vrzel med tradiconalnimi zračnimi ladjami in konvencionalnimi letali. 

## Seznam hibridnih zračnih ladij in projektov

### Dinastati
| Tip                                | Država              | Datum | Namen               | Status   | Opis                                                            |
| ---------------------------------- | ------------------- | ----- | ------------------- | -------- | --------------------------------------------------------------- |
| Hybrid Air Vehicles HAV-3          | Združeno kraljestvo | 2008  | Eksperimentalni     | Prototip | Demonstrator tehnolgije                                         |
| Hybrid Air Vehicles HAV-304 (LEMV) | Združeno kraljestvo | 2012  | Večnamenski         | Prototip | Grajen v sodelovanju s Northrop Grumman za program US Army LEMV |
| Lockheed Martin P-791              | ZDA                 | 2006  | Eksperimentalni     | Prototip |                                                                 |
| Nimbus EosXi                       | Italija             | 2006  | Brezpilotno plovilo |          | Majen (7 m) hibrid z delta krili                                |
| ATG SkyKitten                      | Združeno kraljestvo | 2000  | sperimentalni       | Prototip | Manjši demonstrator za SkyCat.                                  |
| Thermoplan                         | Rusija              |       |                     | Projekt  |                                                                 |
| Walrus HULA                        | ZDA                 | 2010  | Transport           | Projekt  | DARPA projek, preklican 2010.                                   |

### Rotastati
| Tip                     | Dražava | Datum | Namen          | Status   | Opis                    |
| ----------------------- | ------- | ----- | -------------- | -------- | ----------------------- |
| AeroLift CycloCrane     | ZDA     | 1984  | Leteče dvigalo | Prototip |                         |
| Piasecki PA-97 Helistat | ZDA     | 1986  | Leteče dvigalo | Prototip |                         |
| SkyHook JHL-40          | ZDA     |       | Leteče dvigalo | Projekt  | Skupni projekt z Boeing |